# How I Became an Elephant
How I Became an Elephant é um documentário estadunidense de 2012 dirigido por Tim Gorski e Synthian Sharp que narra a história de uma garota de 14 anos que se engaja no combate aos maus-tratos aos elefantes asiáticos. O filme estreou no FirstGlance Film Festival em 21 de abril de 2012 e teve seu lançamento mundial em 23 de abril de 2013.

## Enredo
O documentário mostra a história de Juliette West, uma adolescente estadunidense de catorze anos que decide dedicar-se a resgatar elefantes e divulgar as condições e os maus-tratos que estes animais sofrem, especialmente no sudeste da Ásia.

## Pós-produção
Para ajudar com os custos de pós-produção do filme, foi criada uma campanha de financiamento coletivo no site Indiegogo. Durante os meses de julho e agosto de 2010 a campanha esteve aberta com o objetivo de arrecadar 15 mil dólares mas conseguiu pouco mais de 2 mil dólares.

## Prêmios
- "River Quest Award" - no Silent River Film Festival de 2012
- "Melhor diretor" - no FirstGlance Film Festival
- "Melhor documentário" Sausolito International Film Festival
- "Melhor documentário" Kingston Film Festival
- "Youth Activist Award" – Juliette West - AR2011
- "Activist Award" – Jorja Fox – Silent River Film Festival
- "Animal Hero Award" Juliette West - Fort Lauderdale International Film Festival
- "Animal Filmmaker Award" – Tim Gorski - Fort Lauderdale International Film Festival